# TTL 7412

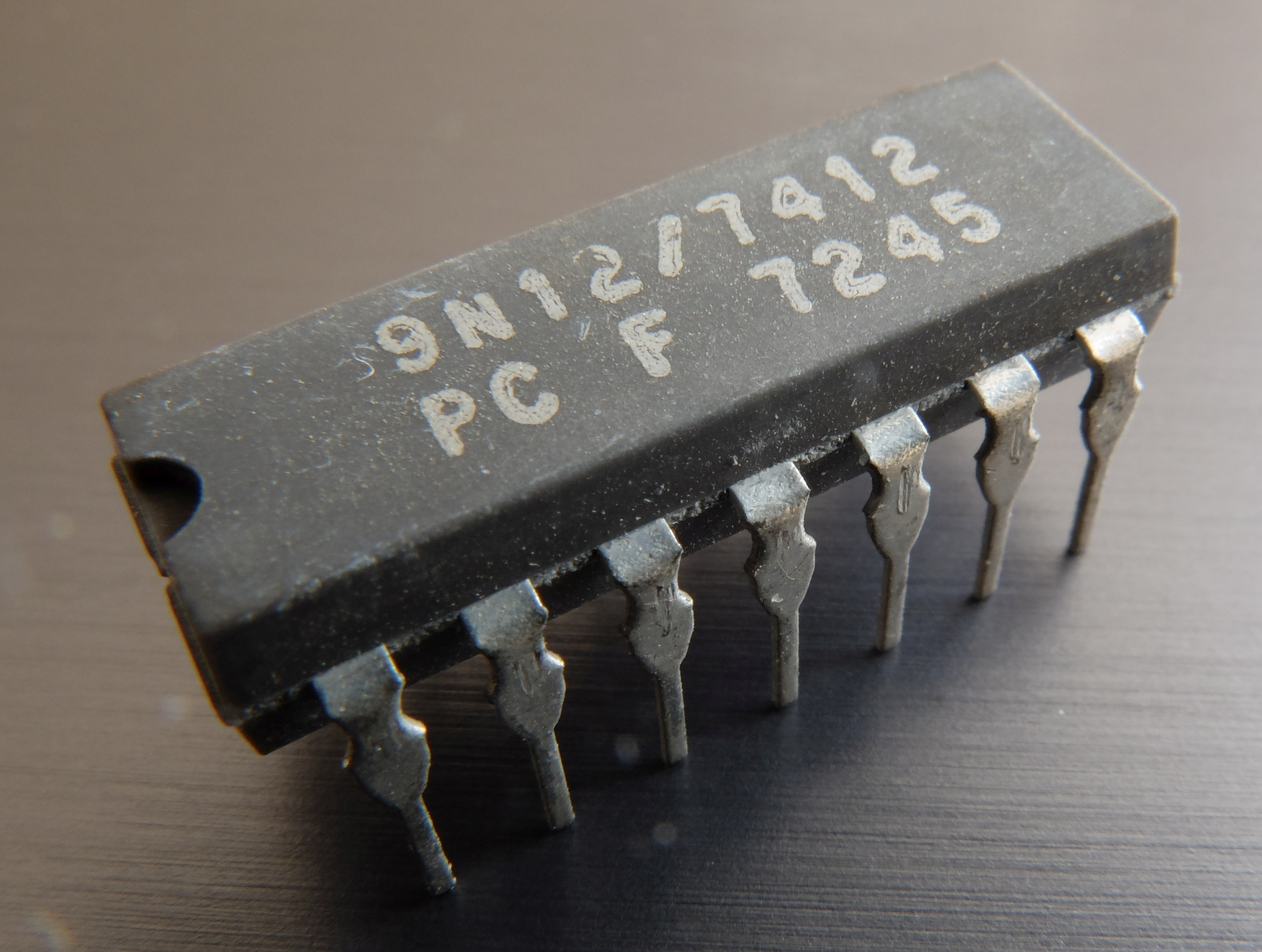
Circuito integrado 7412 da Fairchild Semiconductor

O circuito TTL 7412 é um dispositivo TTL encapsulado em um invólucro DIP de 14 pinos que contém três portas NAND de três entradas cada, com saídas em coletor aberto.
As portas apresentam funcionamento independente. Os coletores abertos necessitam de resistores pull-up para realizarem as operações lógicas de modo apropriado. O consumo médio por circuito integrado é da ordem de 12mA.

## Tabela-verdade
{\displaystyle /Y={\overline {ABC}}}
| A (entrada) | B (entrada) | C (entrada) | /Y (saída) |
| ----------- | ----------- | ----------- | ---------- |
| L           | X           | X           | Z          |
| H           | L           | X           | Z          |
| H           | H           | L           | Z          |
| H           | H           | H           | L          |

H (nível lógico alto)
L (nível lógico baixo)